# Sanawan
Chowk sethar (en ourdou : چوک سیٹھار) est une ville pakistanaise située dans le district de Muzaffargarh, dans la province du Pendjab. C'est la septième plus grande ville du district. Elle est située à moins de 20 kilomètres au sud de Kot Adu.
La ville est devenue une entité urbaine à l'occasion du recensement officiel de 2017, et compte 35 149 habitants à cette date. Selon le recensement de 2023, la population de la ville monte à 40 593 habitants.
La ville est également située sur la ligne de chemin de fer entre Multan et Kot Adu et compte donc une gare.